# Zululand
Zululand (Zulu: Wene wa Zulu), även Zuluriket, var en monarki i Sydafrika som sträckte sig längs Indiska oceanens kust från floden Tugela i söder till floden Pongola i norr.
Det lilla kungariket växte under kung Shaka till att härska över större delen av Sydafrika. När det kom i konflikt med det brittiska imperiet i zulukriget under 1870-talet besegrades det trots krigslycka för zulufolket tidigt i kriget. Efter kriget blev Zululands område en del av den brittiska kolonin Natal och senare del av Sydafrikanska unionen. På 1970-talet återuppstod regionen som bantustanet KwaZulu, som efter apartheid-regimens fall gick upp i den nya provinsen KwaZulu-Natal.

## Historia

### Zulurikets uppkomst under Shaka Zulu 1816-1828

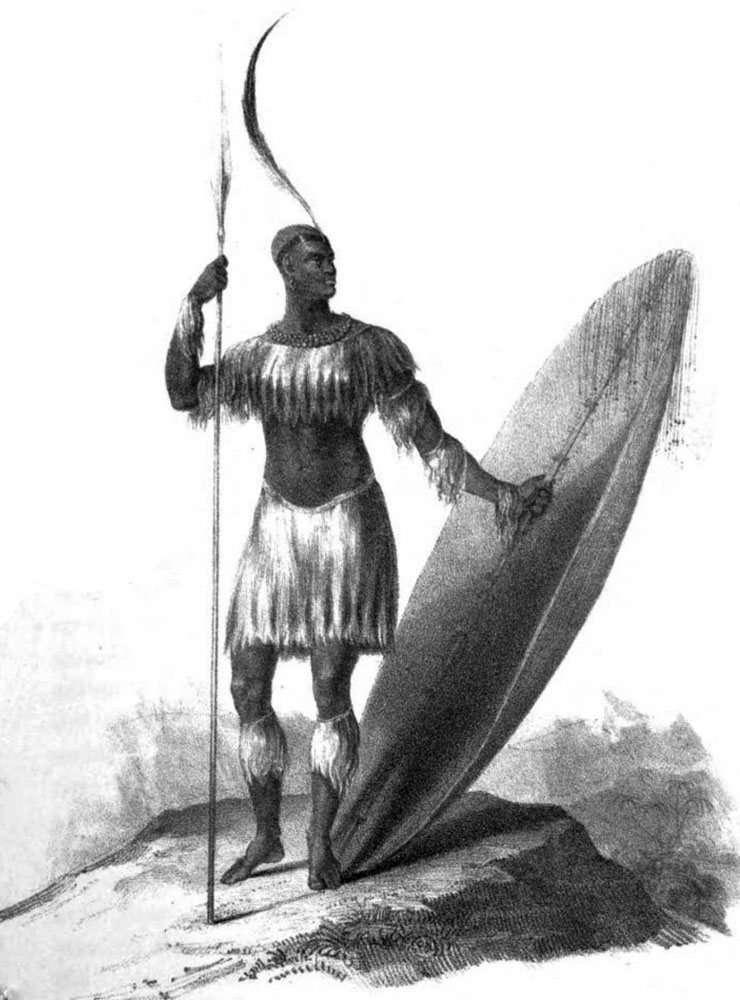
Kung Shaka Teckning (cirka 1824)

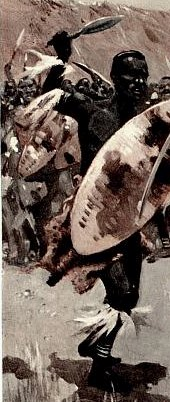
Militära innovationer såsom assegajen och omringningstaktiken gjorde Zulu till en av de mäktigaste nationerna i södra och sydöstra Afrika.

Shaka Zulu var oäkta son till Senzangakona, ledare för zulufolket. Han föddes omkring 1787. Han och hans mor Nandi förvisades av Senzangakona och fann en fristad i Mthethwariket. Shaka blev där krigare under Dingiswayo, som var ledare för Mthethwa. Efter Senzangakonas död hjälpte Dingiswayo Shaka att hävda sin plats som kung över Zuluriket. Runt år 1818 blev Dingiswayo dödad av Zwide, kung av Ndwandwe. Shaka övertog då ledarskapet även över hela Mthethwariket.
Shaka gjorde många militära, sociala, kulturella och politiska reformer, som skapade en välorganiserad och centraliserad Zulustat. De viktigaste reformerna gällde omvandlingen av armén, och en uppgörelse med de andliga ledarna, Sangomas, som effektivt såg till att de underkastade sig staten. En annan viktig reform integrerade besegrade klaner som fullständiga jämlikar i Zuluriket. Befordringar i armén och statsförvaltningen blev snarare en fråga om meriter än på grund av klantillhörighet.
Under hans ledning överlevde alliansen Zwides första anfall vid slaget vid Gqokli Hill (1818). Inom två år hade Shaka besegrat Zwide i slaget vid Mhlatuzefloden (1820) och brutit upp Ndwandwes allians. Några av dessa inledde i sin tur krig mot andra ngunistammar och -klaner, vilket satte igång vad som blev känt som Mfecane - en period med omfattande kaos och krig mellan olika stammar. 1825 hade Shaka erövrat ett stort imperium som omfattade ett område på cirka 30 000 kvadratkilometer från havet i öster till Drakensbergen i väster, och från Pongolafloden i norr till Basheefloden i söder, inte långt från den nuvarande staden East London.
En utlöpargrupp från zulufolket, Matabele, skapade ett ännu större imperium under sin kung Mzilikazi, med stora delar av Highveld och dagens Zimbabwe.

### Dinganesregeringstid 1828-1840
Shaka efterträddes av sin halvbror Dingane, som konspirerade med Mhlangano, en annan halvbror, att mörda honom. Efter detta mord mördade Dingane även Mhlangano och kunde överta tronen. En av hans första kungliga befallningar var sedan att även avrätta alla sina släktingar. Under åren som följde dödade han också många av Shakas tidigare anhängare för att säkra sin ställning. Ett undantag till dessa utrensningar var Mpande, en annan halvbror som ansågs vara för svag för att utgöra ett hot på den tiden.

#### Sammandrabbningar med tidiga voortrekkers
Innan zulufolket kom i kontakt med britterna mötte de boerna - invandrade holländare och fransmän. I ett försök att bilda en egen stat som ett skydd mot britterna började boerna röra sig norrut över Oranjefloden, där de först kolliderade med Ndebeles rike och sedan med Dinganes Zulurike. Dessa emigranter som lämnade Kapkolonin för att flytta in i inre Afrika kallas voortrekkers.
Voortrekkernas ledare Piet Retief besökte i oktober 1837 Dingane för att förhandla om land. I november började omkring tusen voortrekker-vagnar rulla nerför Drakensbergen från Oranjefristaten till nuvarande KwaZulu-Natal.
Dingane begärde att Retief och hans folk skulle hämta boskap som stulits från honom av en lokal hövding. Detta gjorde Retief och hans män och återvände den 3 februari 1838. Nästa dag undertecknades ett fördrag där Dingane överlät allt land söder om Tugelafloden och Mzimvubufloden till voortrekkers. Firande följde. Den 6 februari, i slutet av firandet, bjöds Retiefs grupp in till dans och ombads att lämna kvar sina vapen. Under dansen hoppade Dingane upp och skrek "Bambani abathakathi!" (zulu för "Grip trollkarlarna"). Retief och hans män övermannades, fördes till den närliggande kullen kwaMatiwane och avrättades. Vissa tror att de dödades för att de undanhållit en del av de nötkreatur som de omhändertog, men det är troligt allt var en komplott för att övermanna voortrekkerna. Dinganes armé anföll sen och massakrerade en grupp av 250 voortrekkermän, kvinnor och barn i ett läger i närheten. Platsen för denna massaker kallas idag Weenen, (afrikaans för "att gråta").
Återstående voortrekkers valde en ny ledare, Andries Pretorius. Dingane led sedan ett förkrossande nederlag i slaget vid Blood River den 16 december 1838, då han attackerade en grupp av 470 voortrekker-bosättare som leddes av Pretorius.

### Mpandes regeringstid 1840-1856

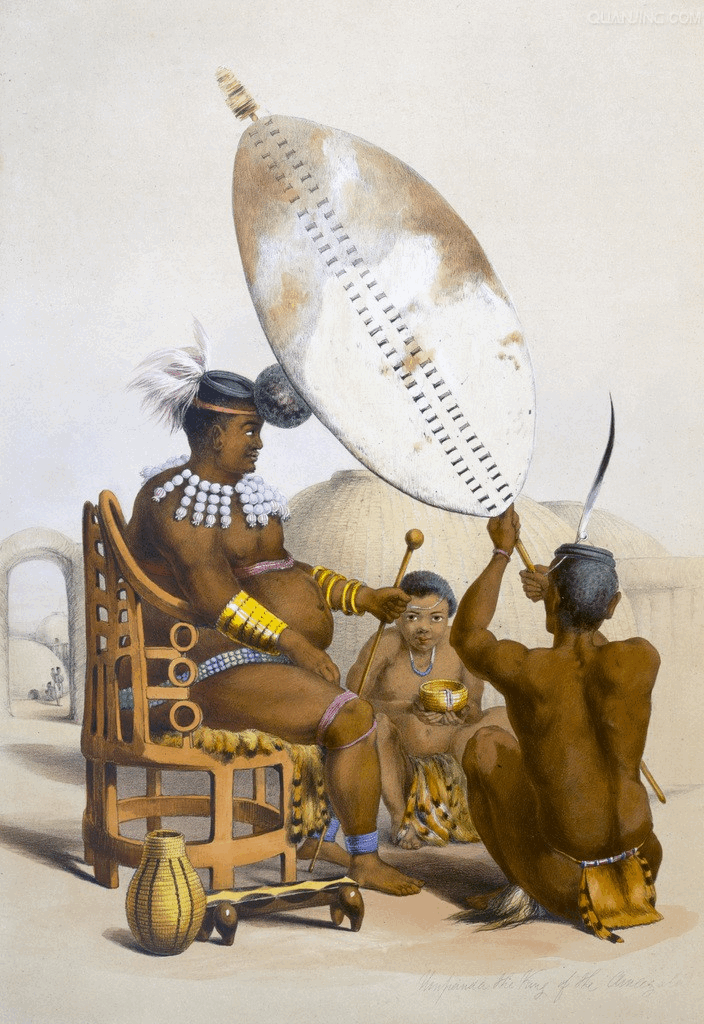
Kung Mpande.

Efter sitt nederlag flydde Dingane norrut. Mpande, den halvbror som hade skonats från Dinganes utrensningar, samlade 17 000 anhängare, och tillsammans med Pretorius och voortrekkers gick han i krig med Dingane. Dingane dödades nära den nutida gränsen till Swaziland och Mpande tog sedan över styret av Zuluriket.
Efter krigståget mot Dingane bildade 1839 voortrekkers under Pretorius ledning boerrepubliken Natalia, söder om Tugela och väster om den brittiska bosättningen Port Natal (nuvarande Durban). Zulukungen Mpande och voortrekkers ledare Pretorius behöll fredliga relationer. Men 1842 bröt krig ut mellan britterna och boerna, vilket resulterade i en brittisk annektering av Natalia. Mpande bytte då sida till att stödja britterna, och höll sig väl med dem.
1843 beordrade Mpande en utrensning av misstänkta oliktänkande inom sitt rike. Detta resulterade i en stor mängd döda och tusentals flyktingar som flydde till angränsande områden (inklusive det brittiskkontrollerade Natal). Många av dessa flyktingar flydde med boskap. Mpande började plundra närliggande områden, vilket kulminerade i invasionen av Swaziland 1852. Men britterna tvingade honom att dra sig tillbaka.

### Cetshwayos regeringstid 1856-1884

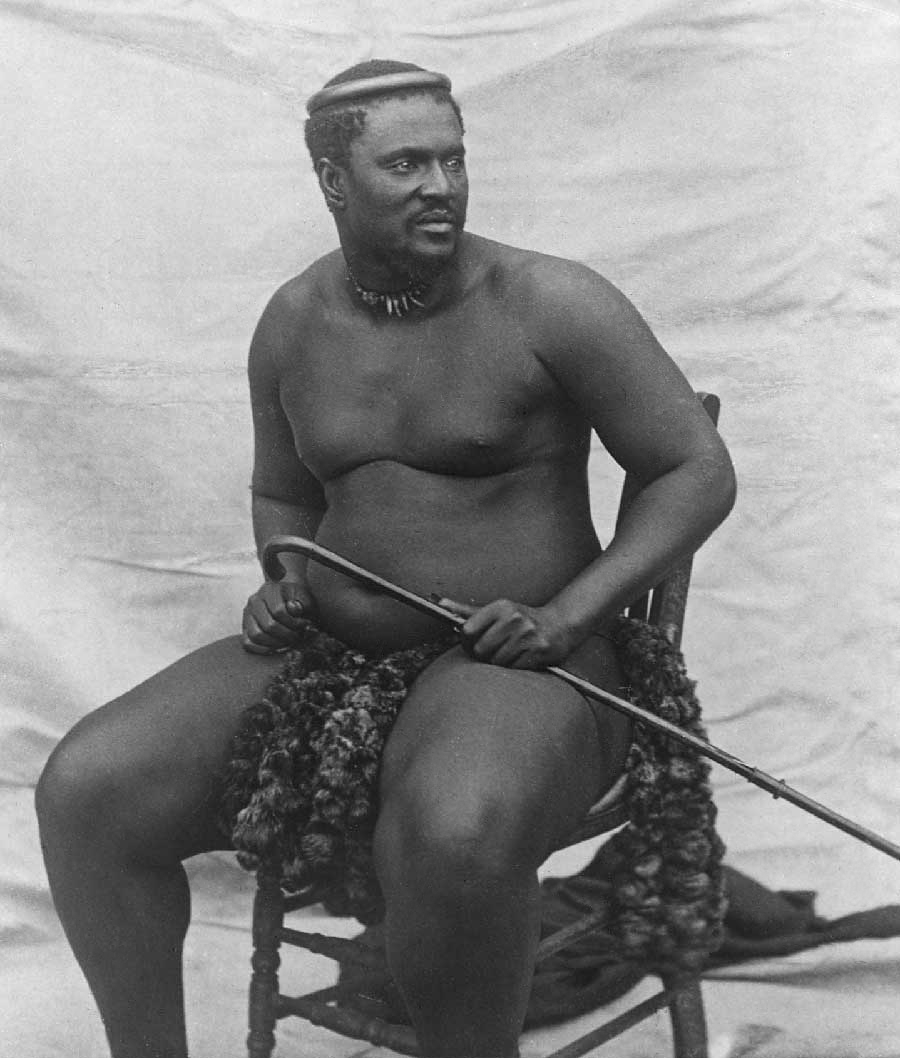
Kung Cetshwayo (ca. 1875)

Vid denna tid bröt en strid om vem som skulle ärva kungatiteln mellan två av Mpandes söner, Cetshwayo och Mbuyazi. Detta kulminerade 1856 med slaget vid Ndondakusuka, där Mbuyazi dog. När sedan Mpande dog av ålderdom 1872 tog Cetshwayo över som regent.

#### Engelska Zulukriget

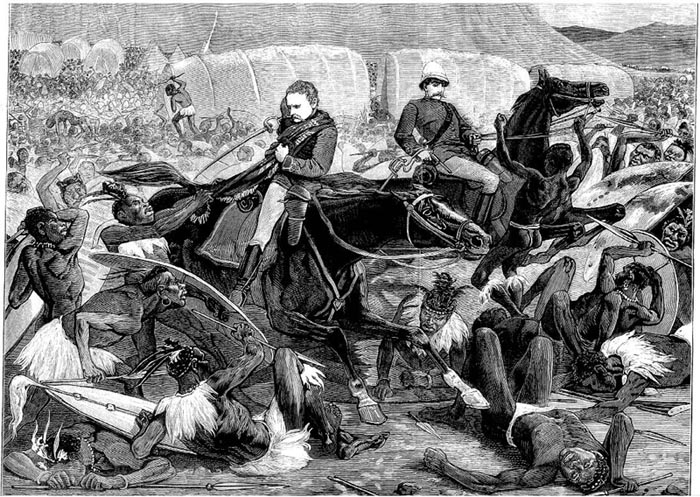
Slaget vid Isandlwana (1879).

Den 11 december 1878 lämnade brittiska sändebud ett ultimatum till de 14 ledarna som representerade Cetshwayo. Villkoren för ultimatumet var oacceptabelt för Cetshwayo. Brittiska styrkor korsade då Tugelafloden i slutet av december 1878. Inledningsvis drabbades britterna av ett tungt nederlag i slaget vid Isandlwana den 22 januari 1879, då zuluarmén dödade fler än tusen brittiska soldater på en enda dag. Zulustyrkorna vid Isandhlwana visade upp det välorganiserade taktiska system som hade gjort Zuluriket så framgångsrikt under flera decennier. Detta var det största nederlag den brittiska armén någonsin lidit mot en infödd afrikansk styrka. Efter nederlaget byggde britterna på nytt upp sin styrka, till vilken trupper från hela imperiet anlände. Med sin överlägsna eldkraft segrade de sedan slutligen mot Zuluriket vid slaget vid Ulundi den 4 juli.

#### Rikets delning och Cetshwayos död
Cetshwayo greps en månad efter sitt nederlag och skickades i exil till Kapstaden. Britterna överlämnade Zulurikets styre till 13 "småkungar", alla med sitt eget rike. Snart bröt konflikt ut mellan dessa riken. 1882 fick Cetshwayo möjlighet att besöka England. Han fick audiens hos drottning Viktoria och andra berömda personligheter, innan han tilläts återvända till Zululand och återinsattes som kung.
År 1883 blev Cetshwayo inrättad som kung över ett buffertområde, mycket mindre än hans ursprungliga rike. Senare samma år blev han emellertid attackerad vid Ulundi av Zibhebhu, en av de 13 småkungarna, med stöd av boerska legosoldater. Cetshwayo blev sårad och flydde. Cetshwayo dog i februari 1884, möjligen förgiftad. Hans 15-åriga son Dinuzulu ärvde då tronen.

### Dinuzulus regeringstid och exil 1884-

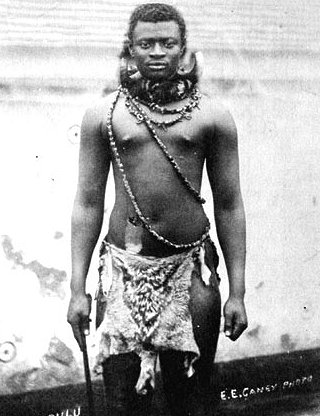
Kung Dinuzulu kaCetshwayo (ca. 1883)

Dinuzulu rekryterade egna boerska legosoldater genom att lova dem mark i utbyte mot deras stöd. Dessa legosoldater kallade sig "Dinuzulus volontärer" och leddes av Louis Botha. Dinuzulus volontärer besegrade Zibhebhu 1884, och krävde därefter vederbörligen sin mark. De beviljades ungefär hälften av Zululand som individuella gårdar och tillsammans bildade de en självständig republik. Detta oroade britterna, som därefter annekterade Zululand 1887. Dinuzulu blev inblandade i senare konflikter med rivaler. År 1906 anklagades Dinuzulu för att ligga bakom Bambathaupproret - ett zuluuppror mot britterna. Han greps och ställdes inför rätta av britterna för "högförräderi och offentligt våld". År 1909 dömdes han till tio års fängelse på ön Sankta Helena. När Sydafrikanska unionen bildades 1910 blev Louis Botha dess första premiärminister. Han ordnade så att hans gamla allierade Dinuzulu kunde leva i exil på en gård i Transvaal, där han dog 1913.
Dinuzulus son Solomon kaDinuzulu blev aldrig erkänd av de sydafrikanska myndigheterna som zulukung, endast som en lokal hövding. Men han blev ändå alltmer ansedd som kung av hövdingar, politiska intellektuella som John Langalibalele Dube och vanliga zulumänniskor. År 1923 grundade Solomon organisationen Inkatha YaKwaZulu för att stödja sina kungliga anspråk. Organisationen dog ut men återupplivades sedan på 1970-talet av Mangosuthu Buthelezi, ledare för bantustanet KwaZulu. I december 1951 blev Solomons son Cyprianus Bhekuzulu kaSolomon officiellt erkänd som högsta ledare för zulufolket. Den verkliga makten över vanliga zulumänniskor låg dock hos de vita sydafrikanska tjänstemän som verkade genom lokala hövdingar som kunde skiljas från sina uppdrag om de vägrade att samarbeta.

## Moderna Zululand
Huvudartiklar: Zulu och KwaZulu-Natal
Området är numera en del av Sydafrika som KwaZulu-Natal, en av landets nio provinser. En stor del av området består av naturreservat och en starkt bidragande källa till intäkter kommer från turismen - området är känt för sina vackra savannklädda kullar och fantastiska vyer. Området är också hem för ett projekt som Världsnaturfonden driver för att återinföra spetsnoshörningarna i Zululand Rhino Reserve (ZRR). ZRR är ett 20 000 hektar stort reservat som består av 15 individuellt ägda farmer som har sänkt sina staket för att ytterligare underlätta bevarandet.